# خانواده اجاره‌ای
خانواده اجاره‌ای (انگلیسی: Une famille à louer) یک فیلم کمدی فرانسوی-بلژیکی به کارگردانی ژان-پیر آمریس است که در سال ۲۰۱۵ منتشر شد.

## بازیگران
- بنوآ پولورد
- ویرژینی افیرا
- فرانسوا مورل
- ادیت اسکوب